# ハシカグサ
ハシカグサ（学名: Neanotis hirsuta (L.f.) W.H.Lewis; シノニム: Hedyotis lindleyana Hook. var. hirsuta (L.f.) H.Hara など）は、小柄なアカネ科の草本。Hedyotis属と分類されてきた種の中では普通っぽい形の草。
渡辺清彦が携わった著作におけるアラゲムグラモドキ（Anotis hirsuta Miq.）とは本種のことである。

## 特徴

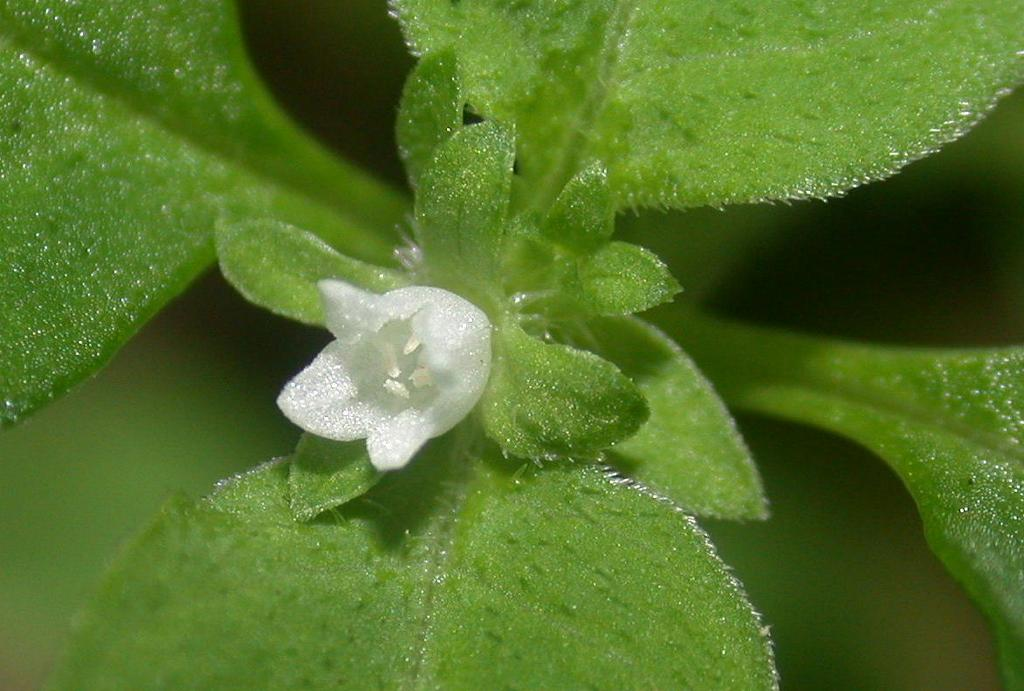
花

軟らかな1年生の草本。茎は枝分かれして地を這い、長さ30-40センチメートルになって地表を覆う。葉も軟らかくて葉柄は長さ5-15ミリメートル、葉身は長さ1.5-6センチメートル、幅0.5-2センチメートル。葉身は卵形または狭卵形で、先端はとがり、基部は狭まり、両面に白い軟毛が生えている。托葉は半円形で3-5個の鋭い突起状の裂片がある。なお、植物体は乾燥させると黒くなる。
花期は8-9月。葉腋から1個ずつ花をつける。萼は鐘型で白い軟毛がある。その先端は4裂し、裂片は長さ2ミリメートル、卵形で大きく開き、果時には反り返る。花冠は白で、径2ミリメートル、先端は4裂し、その裂片は卵形で先端はとがっている。蒴果は急啓で径3ミリメートル。種子は小型で多数。
和名については、牧野は「語源はよくわからない」と記している。

## 分布と生育環境
本州から琉球列島に見られ、国外では中国から東南アジアまで分布する。ただし初島(1975)によれば、琉球列島における産地は沖縄島と西表島のみであり、沖縄では希である。
山野から道ばたまで、やや日陰の湿ったところに生える。

## 分類
本種の史上初めての記載は1782年の小リンネによる Supplementum Plantarum: 127 の Oldenlandia hirsuta（産地はジャワ）としてのものであり、その後 Geill. Handb. Jav. Theeonkr.: 203 (1924) で Anotis hirsuta Miq. ex Backer & Slooten とされたり、原 (1942:89) で Hedyotis lindleyana の亜種 hirsuta とされたりしたこともあった。しかし Lewis (1966:38) は A. hirsuta やそのシノニムとしての H. lindleyana を、新たに設けた Neanotis という属に置くことを提案した上、花粉形態の分析からNeanotis属の種とHedyotis属やOldenlandia属の種とでは不連続性が目立つと説いた。Neanotis hirsuta の学名はやがてキュー植物園が携わるデータベースである Govaerts (2019) などでも受容されていった。
以下は特に断りがない限り Hedyotis lindleyana var. hirsuta と分類されていた時の話となる。Hedyotis属には日本に10種ほどが知られるが、いずれも独特の草姿をした見た目の変わったものが多い。そんな中、この草は風変わりな印象が非常に少ない。とにかく際だった特徴が無く、見逃されやすい植物である。
種内変異としては、以下の変種が知られる。
- Hedyotis lindleyana var. glabra H.Hara オオハシカグサ

違いとしては全体に大きく、葉は長卵形で長さ4cmに達し、また葉に毛が少なくてつやがあり、萼が無毛である。本州の東北地方（主に青森県中南地域）から中部地方に分布する。オオハシカグサはNeanotis属に分類し直されたハシカグサの変種 N. hirsuta var. glabra (Honda) H.Hara とされることもあるが、Govaerts (2019) は Hedyotis lindleyana var. glabra をソナレムグラ（Leptopetalum strigulosum (DC.) Neupane & N.Wikstr.）のシノニムとして扱っている。

## その他
ヤマトグサは日本の学術雑誌に日本人の手で発表された最初の新種として知られるが、最初の標本を牧野は本種と誤同定していたことが知られている。実際、花が咲いていない状態のヤマトグサはハシカグサと区別するのが困難である。